# Campuz Mobile
Campuz Mobile AB, virtuell mobiltelefonioperatör som använde sig av Vodafones nät. Företaget som grundades 2001 av Lars-Henrik Friis Molin togs hösten 2004 över av Vodafone Sverige AB som fortsatte använda varumärket. I november 2005 ombildades varumärket och företaget till Vodafone Express. VD (2005) är Nicholas Högberg. Då Telenor Mobile Sverige AB tog över Vodafones svenska mobilnätsatsning döpte man om varumärket till Telenor Express.